# دانش رایانه ۵۰
دانش رایانه ۵۰ یا CS50 یک دوره هاروارد برای آشنایی با علوم کامپیوتر و یادگیری هنر برنامه‌نویسی است. این دوره تنها در دو دانشگاه هاروارد و یل تدریس می‌شود و ۳ میلیون دانشجو دارد. 

## دوره ها
- فلاسک
- پایتون هوش مصنوعی[۴]
- دوره برنامه نویسی برای وکلای قانون
- اصول مهندسی کامپیوتر[۵]